# Huit (carte à jouer)
Pour les articles homonymes, voir Huit (homonymie).

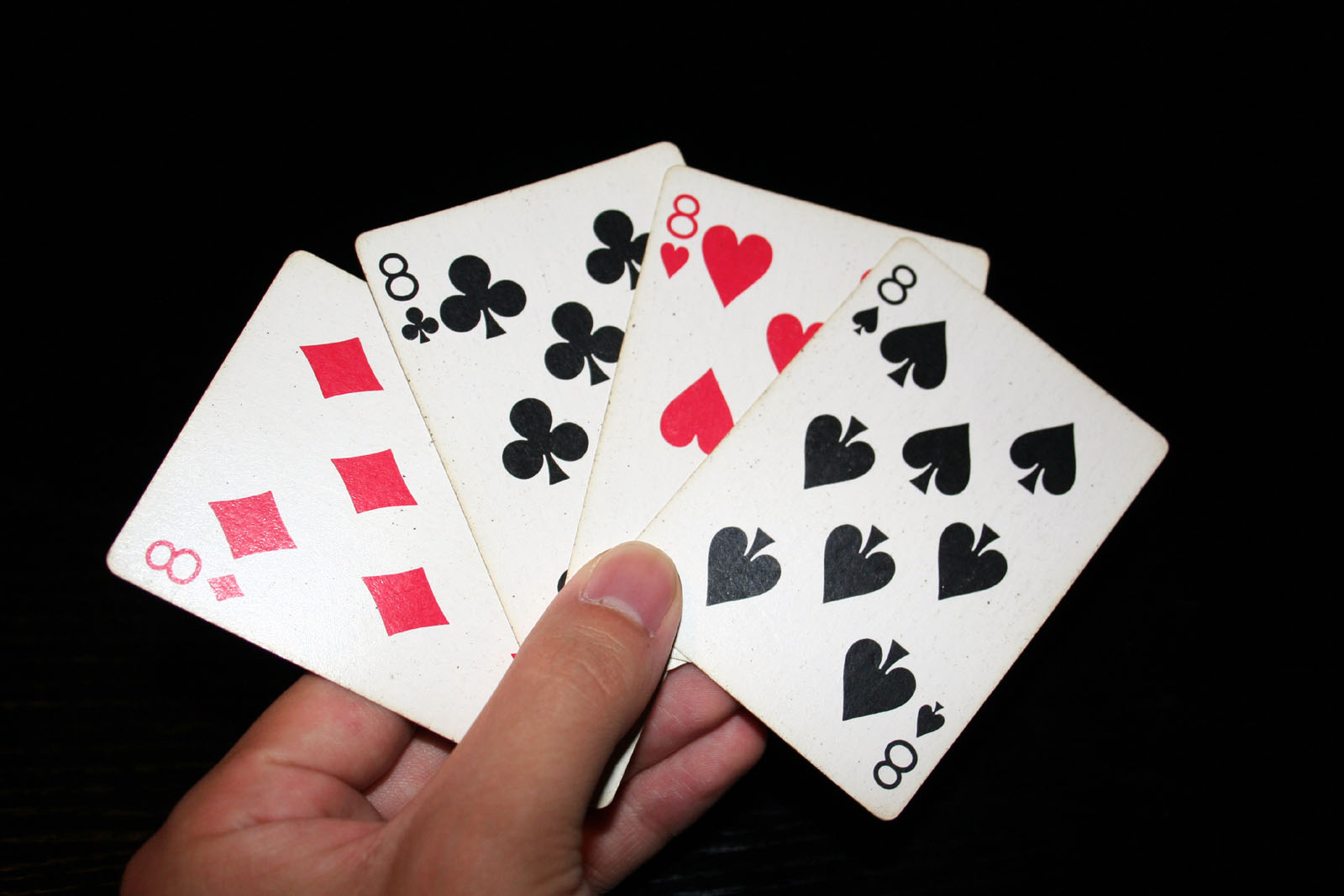
Une main de quatre huit portant les enseignes françaises.

Le huit est une valeur de carte à jouer.

## Historique
Si l'origine précise des cartes à jouer n'est pas connue, elles se sont diffusées en Europe par l'intermédiaire du monde arabe. Les cartes de tarot existent en Italie au début du XIVe siècle, tandis que les cartes non spécifiques au tarot apparaissent en Espagne 50 ans auparavant. Ces jeux de cartes comportent la valeur « huit ».
Pour des raisons pratiques et budgétaires (adaptation des cartes à différents jeux, réduction des coûts lors de l'impression, etc.), les jeux de tarot voient leur nombre de cartes diminuer, par suppression des atouts et des cartes de faible valeur. Tous les pays ne conservent pas les mêmes cartes, ni le même nombre de cartes au total. Par conséquent, les huit restent présents dans les paquets de cartes traditionnels de certains pays, tandis qu'ils sont absents d'autres.
- Les cartes suivantes proviennent du tarot de Visconti-Sforza, imprimé vers 1450 en Italie du Nord[3] :

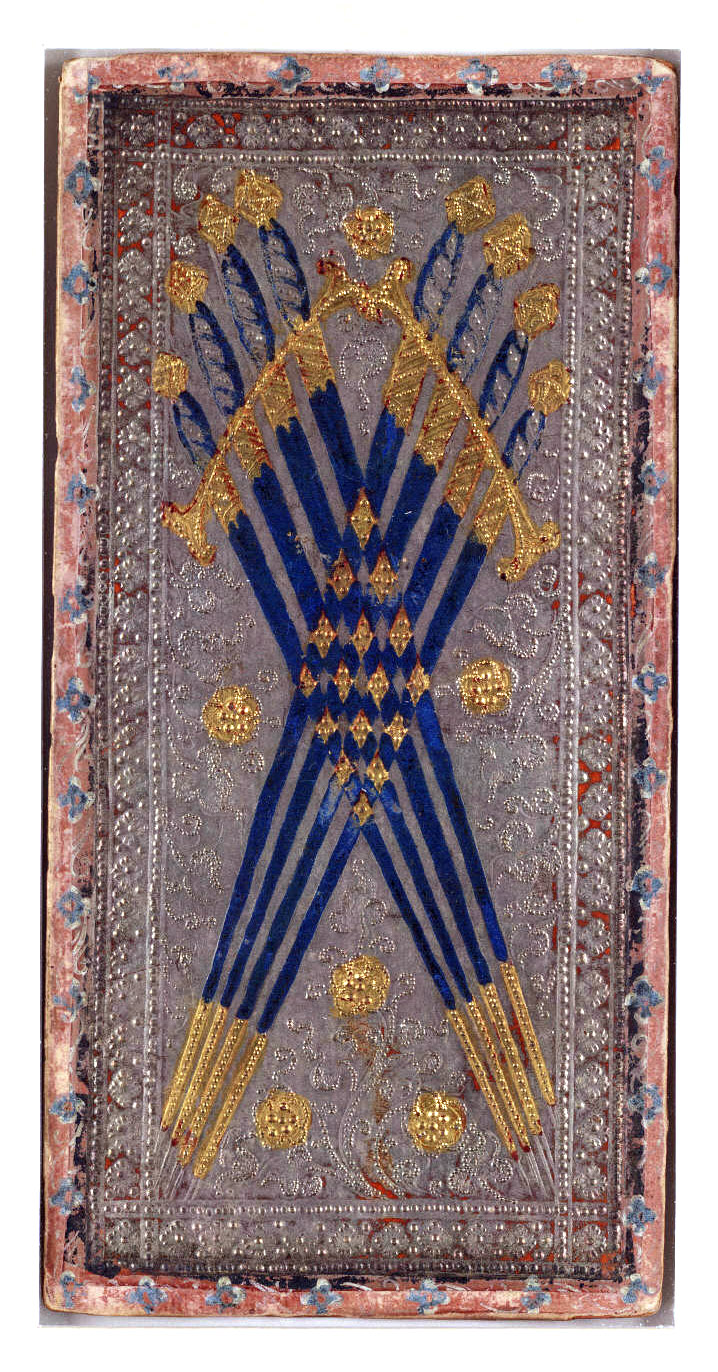
Huit d'épée.
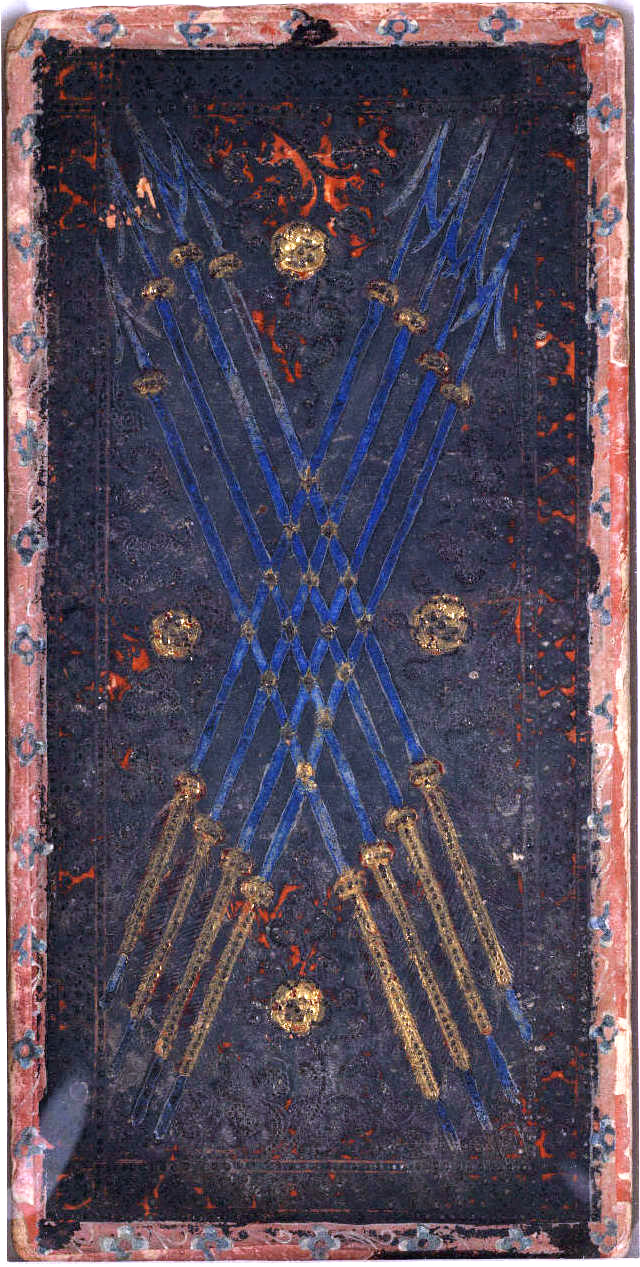
Huit de flèche (bâton).
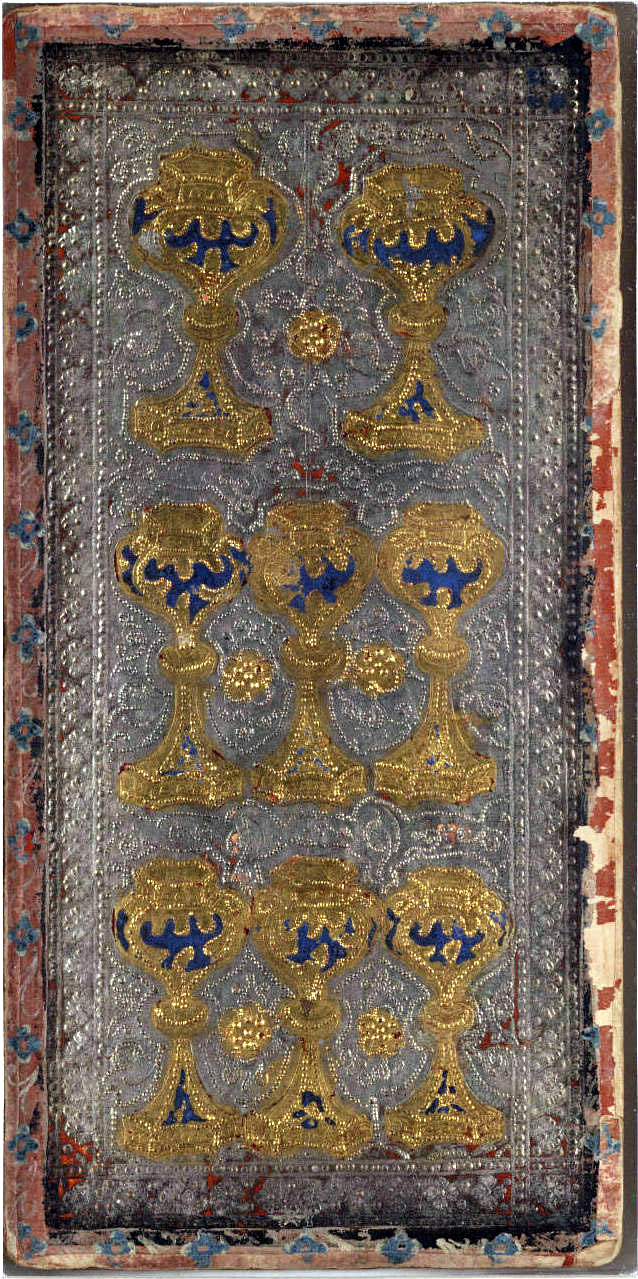
Huit de coupe.
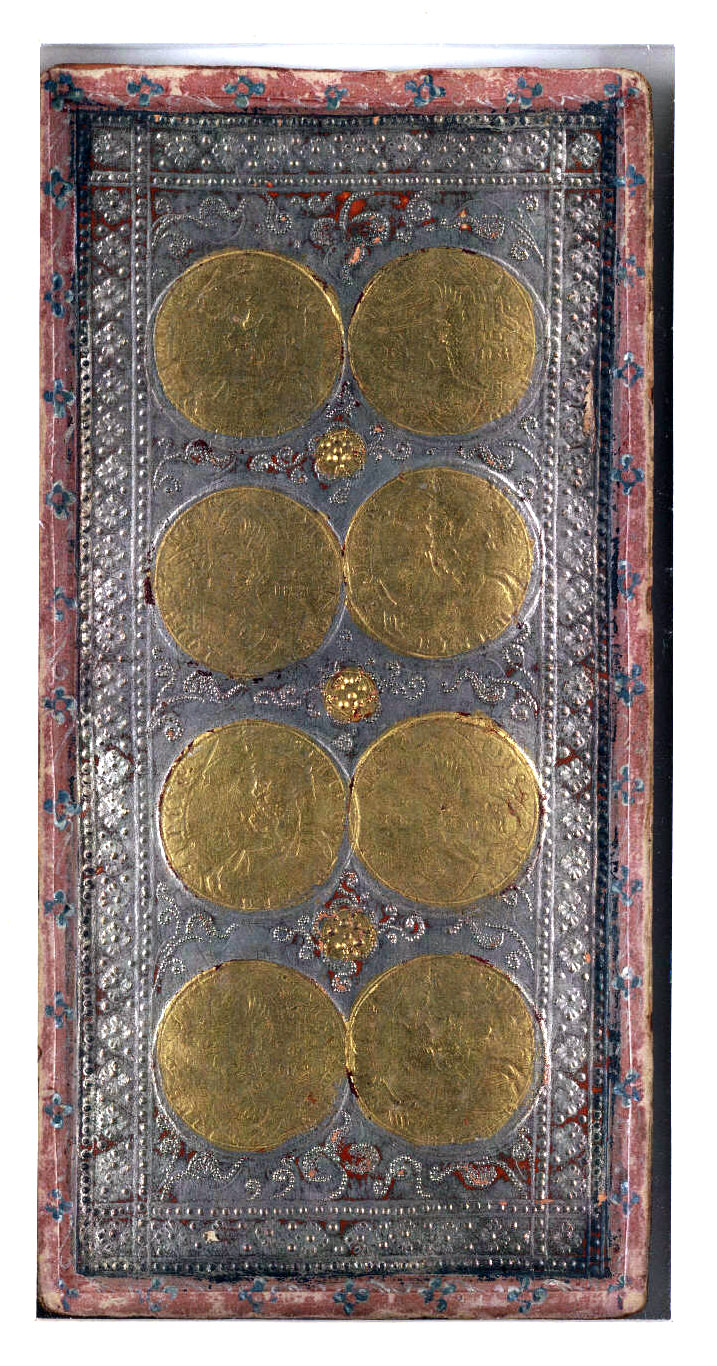
Huit de denier.

- Tarot de Wüst (fin du XIXe siècle, Francfort), prédécesseur du Tarot nouveau (actuellement utilisé en France pour le jeu de tarot) :

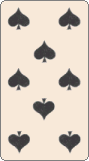
Huit de pique
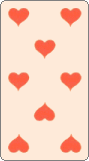
Huit de cœur
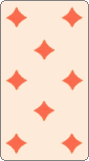
Huit de carreau
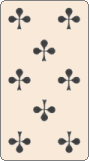
Huit de trèfle

## Usage

### Tarot
Le huit apparaît dans les paquets de 78 cartes de la plupart des jeux de tarot, entre le sept et le neuf. Les enseignes et le dessin des cartes varient suivant les pays.
En France, les enseignes françaises sont généralement utilisées. Les cartes font usage d'un format assez long (60 × 120 mm), permettant de conserver en main un nombre de cartes assez fourni. Le style le plus courant est le Tarot nouveau, dessiné à la fin du XIXe siècle. Dans ce style, la valeur des huit est indiquée par huit enseignes : deux en haut, deux au centre, deux en bas, une entre les deux rangées supérieures, la dernière entre les deux rangées inférieures ; les trois enseignes inférieures sont orientées en sens contraire (permettant de lire la carte dans n'importe quel sens). La valeur « 8 » et l'enseigne sont indiqués dans chaque coin. Aucun autre dessin ne figure sur les cartes.

### Variations régionales
Du fait de l'évolution différente des jeux de cartes en Europe, le huit n'apparait pas dans toutes les régions :
- Le huit est présent dans les types de paquets suivants :
  - Jeu de 52 cartes (as, valeurs de 2 à 10, valet, dame et roi) :
    - Ce type de jeu est traditionnellement utilisé dans le nord de l'Italie, où il est muni des enseignes latines (bâtons, coupes, deniers et épées)[4],[1]
    - Avec les enseignes françaises (piques, cœurs, carreau et trèfles), il est largement répandu internationalement.

  - Jeu de 48 cartes (valeurs de 1 à 9, valet, cavalier et roi), utilisé en Espagne avec les enseignes latines[5],[1]
  - Jeu de 40 cartes : les huit sont présents dans le jeu portugais (valeurs de 2 à 8, valet, cavalier, roi) mais pas dans ceux espagnols et italiens (valeurs de 1 à 7, valet, cavalier, roi)
  - Jeu de 32 cartes (valeurs de 7 à 10, valet, dame, roi et as).

La valeur des huit dépend des jeux et des régions.
La galerie suivante présente les huit d'un jeu de cartes muni des enseignes françaises :

Huit de pique
Huit de cœur
Huit de carreau
Huit de trèfle

La galerie suivante présente les huit d'un jeu de cartes allemand muni des enseignes germaniques :

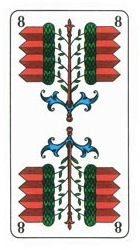
Huit de gland
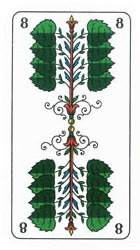
Huit de feuille
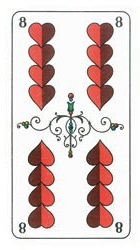
Huit de cœur
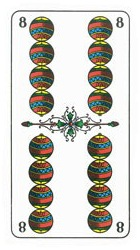
Huit de grelot